# رافاييل إدواردو كوستا
رافاييل إدواردو كوستا (19 يناير 1991 بأراراس في البرازيل - ) هو لاعب كرة قدم برازيلي في مركز الوسط.

## وصلات خارجية
- رافاييل إدواردو كوستا على موقع قاعدة بيانات كرة القدم.إي يو (الإنجليزية)
- رافاييل إدواردو كوستا على موقع Soccerway.com (الإنجليزية)